# Lost Highway (filme)
Lost Highway (prt: Estrada Perdida; bra: A Estrada Perdida) é um filme franco-estado-unidense de 1997, do gênero suspense, dirigido por David Lynch.

## Sinopse
Fred Madison é um saxofonista de jazz vanguardista, que é casado com Renee. Fred suspeita que Renee pode ser infiel a ele, mas percebe que tem coisas mais importantes para se preocupar quando alguns vídeos aparecem na porta da sua casa, provando que alguém está observado a casa por fora e por dentro (um vídeo mostra ele e Renee dormindo). Quando Renee é encontrada morta, Fred é preso e condenado por homicídio em primeiro grau. Entretanto, em uma manhã, não está mais em sua cela e se transformou aparentemente em Pete Drayton, um jovem mecânico de automóveis que é libertado mas tolamente se envolve com a mulher de Dick Laurent, um gangster, chamada Alice Wakefield, uma loira bem sensual que é exatamente igual a Renee.

## Elenco
- Bill Pullman.... Fred Madison
- Patricia Arquette.... Renee Madison / Alice Wakefield
- Balthazar Getty.... Peter Raymond Dayton
- Robert Blake.... homem misterioso
- Natasha Gregson Wagner.... Sheila
- Richard Pryor.... Arnie
- Lucy Butler.... Candace Dayton
- Michael Massee.... Andy
- Jack Nance.... Phil
- Giovanni Ribisi.... Steve 'V' Vincencio
- Scott Coffey.... Teddy
- Gary Busey.... William Dayton
- Robert Loggia.... Mr. Eddy / Dick Laurent
- John Roselius.... Detetive Al
- Louis Eppolito.... Detetive Ed
- Marilyn Manson.... ator pornô
- Twiggy Ramirez.... ator pornô